# Власов, Алексей Михайлович
Алексей Михайлович Власов (21.02.1919, Войново-Гора, Московская область — 30.11.2001, Москва) — разведчик-наблюдатель 279-го минометного полка 32-й Краснознаменной отдельной минометной бригады 22-й Гомельской Краснознаменной, орденов Суворова и Кутузова артиллерийской дивизии прорыва Резерва Верховного Главнокомандующего 1-го Белорусского фронта.

## Биография
Родился 21 февраля 1919 года в селе Войново-Гора (ныне — Орехово-Зуевский городской округ Московской области). В 1934 году окончил 7 классов, а затем — ФЗУ электролампового комбината. Работал формовщиком на Тушинском оборонном заводе, который был эвакуирован в город Омск. Имея «бронь», рвался на фронт. После многочисленных просьб и хождений в военкомат, был призван в армию.
В Красной Армии с начала 1943 года. Участник Великой Отечественной войны с 1943 года. Сражался на Северо-Западном и 1-м Белорусском фронтах. Принимал участие в освобождении Украины, Польши, в боях на территории Германии. В 1944 году стал членом ВКП/КПСС. Был сначала наводчиком, а затем был переведен в отделение разведки.
Разведчик-наблюдатель 279-го минометного полка (32-я отдельная минометная бригада, 22-я артиллерийская дивизия прорыва Резерва Верховного Главнокомандующего, 1-й Белорусский фронт) красноармеец Алексей Власов при прорыве обороны противника в районе города Ковель Волынской области Украины 18 июля 1944 года находился в боевых порядках пехоты. Под сильным артиллерийским и минометным огнём противника вел непрерывное наблюдение. Обнаружил две минометные батареи, наблюдательный пункт и пять огневых точек противника, которые были уничтожены огнём дивизиона. Приказом от 7 сентября 1944 года за мужество и отвагу, проявленные в боях, красноармеец Власов Алексей Михайлович награждён орденом Славы 3-й степени.
14 января 1945 года в 12 километрах западнее города Магнушев Алексей Власов был на переднем крае, обнаруживал и засекал огневые точки противника. В самый разгар боя оборвалась телефонная связь с огневыми позициями минометчиков. Исправлять повреждение один за другим отправились два связиста — Ващенко и Повенко. Оба не вернулись, телефон по-прежнему молчал, а противники ещё более усилили огонь, прижимая к земле наших солдат. Тогда вызвался пойти на линию Алексей Власов. Шесть обрывов обнаружил и устранил он за время вылазки. Возвращаясь обратно, разыскал в балке обоих тяжело раненных связистов, перетащил их в безопасное место, передал санитарам и лишь после этого вернулся на наблюдательный пункт. По его данным были подавлены вражеский миномет, батарея и пулемет. Приказом от 23 марта 1945 года за мужество и отвагу, проявленные в боях, Власов Алексей Михайлович награждён орденом Славы 2-й степени.
15-16 апреля 1945 года на левом берегу реки Одер западнее города Кюстрин обнаружил пять пулеметов, минометную батарею, дзот противника, которые затем уничтожила батарея. 25 апреля 1945 года в предместье Берлина наблюдательный пункт минометчиков засекли немцы и обрушили на него шквал огня. Получил тяжелое ранение командир дивизиона, также были ранены осколками два солдата. Под непрерывным обстрелом Алексей Власов вынес раненых в относительно безопасную зону и один продолжал корректировать огонь минометных батарей. Принимал участие в штурме столицы вражеской Германии — города Берлина, во взятии рейхстага.
Указом Президиума Верховного Совета СССР от 31 мая 1945 года за образцовое выполнение заданий командования в боях с немецко-вражескими захватчиками Власов Алексей Михайлович награждён орденом Славы 1-й степени, став полным кавалером ордена Славы. Однако награда нашла Власова лишь спустя четверть века.
В августе 1946 года старшина А. М. Власов демобилизован из Вооруженных Сил СССР. Жил в посёлке Нахабино Московской области, работал на оборонном заводе. С 1956 года жил в городе-герое Москве, работал механиком в научной лаборатории Института атомной энергии Академии наук СССР имени И. В. Курчатова. Был ударником коммунистического труда. Неоднократно избирался народным заседателем, был дружинником. С 1984 года — на пенсии. Не сумел вести жизнь персионера и в 1987 году вернулся на работу в Институт атомной энергии. Вторично вышел на пенсию лишь в 2001 году, за несколько месяцев до кончины.
Скончался 30 ноября 2001 года. Похоронен в Москве на Троекуровском кладбище.
Награждён орденом Отечественной войны 1-й степени, орденами Славы 1-й, 2-й и 3-й степени, медалями.
Участник юбилейного Парада Победы 1995 года в Москве на Красной площади.